# 腓特烈 (符騰堡-諾因施塔特公爵)
腓特烈（德語：Friedrich von Württemberg-Neuenstadt，1615年12月19日—1682年3月24日），符騰堡-諾因施塔特公爵，約翰·腓特烈之子。

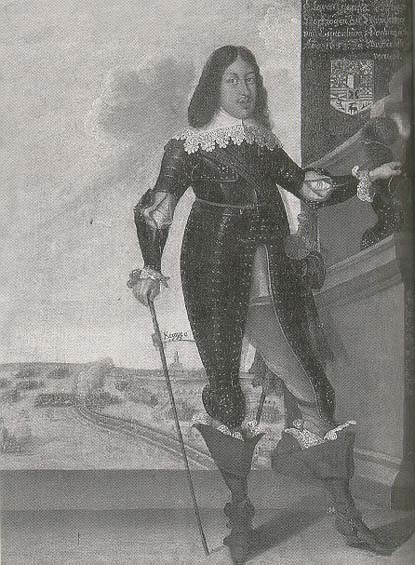

## 家庭
1653年，腓特烈與沃爾芬比特爾親王奧古斯特二世的女兒克拉拉·奧古斯塔結婚，兩人共有3子1女：
1. 腓特烈·奧古斯特（1654年—1716年）
2. 索菲亞·多蘿西亞（德语：Sophia Dorothea (Württemberg-Neuenstadt)）（1658年—1681年）
3. 斐迪南·威廉（英语：Ferdinand Willem, Duke of Württemberg-Neuenstadt）（1659年—1701年）
4. 卡爾·魯道夫（1667年—1742年）